# Blåduvor
För fågelarten Columba oenas, se skogsduva
Blåduvor (Alectroenas) är ett släkte med fåglar i familjen duvor inom ordningen duvfåglar. Släktet omfattar vanligtvis fyra arter, varav en utdöd, som förekommer på öar i västra Indiska oceanen:
- Mauritiusblåduva (A. nitidissimus) – utdöd
- Madagaskarblåduva (A. madagascariensis)
- Komorblåduva (A. sganzini)
- Seychellblåduva (A. pulcherrimus)

Birdlife International urskiljer också rodriguesblåduva (A. payandeei). Studier visar att släktet är inbäddat i Ptilinopus.